# Alfeüs
Alfeüs wordt in het Nieuwe Testament genoemd als vader van twee apostelen:
- Matteüs (Marcus 2:14)
- Jakobus (Matteüs 10:3; Marcus 3:18; Lucas 6:15; Handelingen 1:13)

Er zijn geen noemenswaardige tradities die de apostelen Matteüs en Jakobus tot zonen van dezelfde vader maken. Er zou dan in elk geval sprake moeten zijn van twee verschillende mannen met de naam Alfeüs, die elk de vader waren van een apostel.

## Alfeüs en zijn zoon Jakobus
Traditioneel werd Jakobus, de zoon van Alfeüs, door velen geïdentificeerd als Jakobus de jongere, de broer van Jezus. (Een andere) traditie wilde ook dat Jozef, de vader van Jezus, gestorven was vóór Jezus' executie. Maria zou hertrouwd zijn met Klopas (Johannes 19:25). De Catholic Encyclopedia (1913) stelt dat Klopas een Griekse transliteratie zou zijn van "Alfeüs". Als dan Johannes 19:25 wordt vergeleken met Marcus 15:40, zou daaruit kunnen worden opgemaakt dat "de vrouw van Klopas" dezelfde persoon was als "Maria de moeder van Jakobus de jongere". Indien deze constructie klopt, zou Alfeüs de stiefvader van Jezus zijn. "Jakobus, de broer van Jezus" zou dan dezelfde persoon zijn als "Jakobus, de zoon van Alfeüs."
Vergelijking van de kruisigingspassages levert een aardige puzzel op. Uit Marcus 15:40 blijkt dat Jakobus de Mindere een moeder had die Maria heette en dat hij een broer had die Joses heette; deze Maria was een van de vrouwen die toekeken bij de kruisiging van Jezus. Johannes 19:25 beschrijft dezelfde situatie, maar lijkt te spreken van drie Maria's:
1. Maria, de moeder van Jezus
2. Maria, de zuster van de moeder van Jezus (die dus ook Maria heette), de vrouw van Klopas
3. Maria van Magdala

Als Alfeüs dezelfde persoon was als Klopas, zou hij dus getrouwd zijn met een zuster van Maria (de moeder van Jezus) en dus een oom zijn van Jezus en de apostel Jakobus dus een neef van Jezus. In dat geval moet worden aangenomen dat er in de Bijbel sprake is van drie fysieke Jakobussen die niet met elkaar kunnen worden geïdentificeerd:
- Jakobus de Mindere (of: Jakobus de jongere), geen apostel, zoon van Jozef en Maria, broer van Jezus
- Jakobus de Meerdere, apostel, zoon van Zebedeüs
- Jakobus, apostel, zoon van Alfeüs en Maria (zuster van Maria, de zuster van de moeder van Jezus)

Wéér andere tradities stellen dat Johannes 19:25 over vier vrouwen spreekt:
1. Maria, de moeder van Jezus
2. Een anonieme zuster van de moeder van Jezus
3. Maria, de vrouw van Klopas
4. Maria van Magdala

Zij stellen de (in Johannes) anonieme zuster van Johannes gelijk met de in Markus 15:40 genoemde Salome. In dat geval zou de identificatie van Alfeüs met Klopas niet juist zijn en ook dan moet worden aangenomen dat er in de Bijbel sprake is van drie fysieke Jakobussen die niet met elkaar kunnen worden geïdentificeerd, maar ligt de familierelatie anders:
- Jakobus de Mindere (of: Jakobus de jongere), geen apostel, zoon van Jozef en Maria, broer van Jezus
- Jakobus de Meerdere, apostel, zoon van Zebedeüs en Salome
- Jakobus, apostel, zoon van Alfeüs en een onbekende vrouw